# Annette Hillebrandt
Annette Hillebrandt (* 1963 in Essen) ist eine deutsche Architektin und Professorin für Baukonstruktion, Entwurf und Materialkunde an der Bergischen Universität Wuppertal.

## Werdegang
Annette Hillebrandt ist seit 1994 als selbständige Architektin, u. a. bis 2020 in m.schneider a.hillebrandt architektur in Köln, tätig. Im Jahr 2015 erhielt sie für ihr Engagement für die Kreislaufwirtschaft im Bauwesen den Urban Mining Award und 2020 den Hans Sauer Award. Sie ist Mitinitiatorin des bundesweit-offenen Urban-Mining-Student-Award.

## Hochschultätigkeit
- 2001–2003 Professur Baukonstruktion, Entwerfen und Bauen im Bestand, FH Kaiserslautern
- 2003–2013 Professur für Baukonstruktion, Münster School of Architecture
- seit 2013 Professur für Baukonstruktion, Entwurf, Materialkunde – Forschungsschwerpunkt Kreislaufpotenziale im Hochbau, Bergische Universität Wuppertal

## Selbständige Architektin
- 1994–2001 Hillebrandt+Schulz-Architektur, Köln
- 2001–2010 hillebrandt-architektur, Köln
- 2010–2020 m.schneider a.hillebrandt architektur, Köln
- seit 2020 nebenberuflich tätige Architektin

## Mitgliedschaften und ehrenamtliches Engagement
- 1998–2001 Vorstandsmitglied Bund Deutscher Architekten, Köln
- seit 2001 Mitglied in verschiedenen Gestaltungsbeiräten, u. a. Münster und Wuppertal
- 2003 Berufung zum Mitglied der Stiftung bauKULTUR
- 2009 Initiatorin der Materialbibliothek[4]
- 2010 Berufung in die Expertengruppe Rückbau- und Recyclingfreundlichkeit der DGNB
- seit 2015 Berufung zum Gründungsmitglied des Baukollegiums der Universität zu Köln
- 2016 Gründungsmitglied der IRBau Initiative Ressourcenschonende Bauwirtschaft[4]
- 2016 Mitinitiatorin des Urban-Mining-Student-Award
- 2017 Initiatorin Urban-mining-design[4]
- 2019–2020 Gründungsvorstandsmitglied re!source Stiftung e.V.[4]
- 2019 Gründungsmitglied Das Bauhaus der Erde, European Bauhaus, eine Initiative von Hans Joachim Schellnhuber

## Publikationen
- 2013: „Der erste Stein“, Fachbeitrag der architekt, 5/2013 „Farbe bekennen“, BDA, Berlin
- 2015: “Geld in den Wänden", Interview-Beitrag Online-Magazin „Wirtschaftswoche GREEN ECONOMY 15/06, WirtschaftsWoche online – Handelsblatt GmbH, Düsseldorf
- 2016: „Berge versetzen“, Interview-Beitrag „TrenntMagazin Architektur-Lifestyle 23. November 2016“, Team Trenntstadt, Berlin
- 2017: „Design for Deconstruction, Reuse and Recycling“, Buchbeitrag „Sustainable Steel Bulidings (…)“, Vlg. John Wiley & Sons, Ltd., London, GB
- 2017: „Recyclingfähiger Bau rechnet sich“, Interview-Beitrag „Immobilien Zeitung 31/2017“, IZ Verlagsgesellschaft mbH, Wiesbaden
- 2017: „Design for Urban Mining – Bauwerke nachhaltig planen“, Fachbeitrag Forschungsmagazin „OUTPUT 18“, Bergische Universität Wuppertal
- 2018: „Lehm und Hanf, Schilf und Gras“, Interview-Beitrag Magazin Stern Nr. 37, „stern extra GREEN LIVING“, Hamburg
- 2018: „Position Kreisläufe“, Dokumentation ARCHIKON-Kongress, Deutsches Architektenblatt, DAB 4/2018, Baden-Württemberg
- 2018: Oskar von Miller Forum – Jahrbuch 2017/18, Dokumentation Vortrag, OvM-Forum, München 2018
- 2018: „Atlas Recycling. Gebäude als Materialressource“, Hillebrandt, Rosen, Riegler-Floors, Seggewies, Edition DETAIL, München, ISBN 978-3-95553-415-8[5]
- 2019: „Circular Economy – Kreisläufe schließen, heißt zukunftsfähig sein“, Mitwirkung DGNB-Report Januar 2019, DGNB e.V., Stuttgart[6]
- 2019: „Bis sich alles dreht“, Fachbeitrag, MODULØR, 1/2019, Schweiz Regionalmedienagentur AG, Urdorf, CH
- 2019: „Schulen mit Zukunft. Performance Based Design“, Hrsg. Eigenpublikation Lehrstühle A. Hillebrandt und K. Voss im M.Sc.-Studio „Nachhaltigkeit und Architekturperformance“, Bergische Universität Wuppertal
- 2019: „Manual of Recycling. Buildings as sources of materials“, Hillebrandt, Rosen, Riegler-Floors, Seggewies, Edition DETAIL, München ISBN 978-3-95553-492-9[7]
- 2019: „Wenn die Rohstoffe knapp werden“, Filmbeitrag 52 min., 3SAT
- 2020: „We must understand Buildings as Intermediate Deposits of Raw materials“, Interviewbeitrag, www.archdaily.com
- 2020: „Kultiviert!. Potenziale und limitierende Faktoren in der Kultivierung von nachwachsenden Rohstoffen“, Hrsg. Eigenpublikation Lehrstuhl A. Hillebrandt im M.Sc.-Studio „Nachhaltigkeit und Architekturperformance“, Bergische Universität Wuppertal
- 2020: „Urban Mining Design – Circularity Building Programme“, Fachbeitrag der architekt, 4/2020, Material der Stadt, BDA, Berlin[8]
- 2021: "Kreisläufe schließen", Fachbeitrag in "Urban Mining und kreislaufgerechtes Bauen. Die Stadt als Rohstofflager.", Felix Heisel, Dirk E. Hebel, Fraunhofer IRB Verlag, ISBN 978-3-7388-0563-5
- 2021: "Über Nachhaltiges Bauen", Podcast-Interview bei Jung & Naiv: Folge 521

## Bauten
- 2010: „Sein am Rhein II“ Ausbau einer Wohnung im Kranhaus / Rheinauhafen, Köln
- 2010: „Mäander“ Erweiterung und Neuordnung Realschule, Warendorf
- 2010: „Metallwerkstück“ Neubau Firmensitz DachTechnik Briel, Bad Laasphe
- 2011: „radikal angepasst“ Umbau und Ergänzungen Burg Wissem, Troisdorf[9]

## Auszeichnungen und Preise
- 1997: Förderpreis NRW „Junge Künstlerinnen und Künstler“
- 2003: Preis der Deutschen Zementindustrie „Zukunft Wohnen“
- 2005: Auszeichnung „Gute Bauten“ des Bundes Deutscher Architekten NRW
- 2011: Auszeichnung „Deutscher Fassadenpreis“ VHF
- 2015: Urban Mining Award
- 2020: Hans-Sauer-Award. Designing Circularity in the Built Environment – für Atlas Recycling[10]